# Limnonectes leytensis
Espèce
Synonymes
- Hylarana mindanensis Girard, 1853
- Rana leytensis Boettger, 1893

Statut de conservation UICN

 LC  : Préoccupation mineure
Limnonectes leytensis est une espèce d'amphibiens de la famille des Dicroglossidae.

## Répartition
Cette espèce est endémique du Sud des Philippines.

## Description

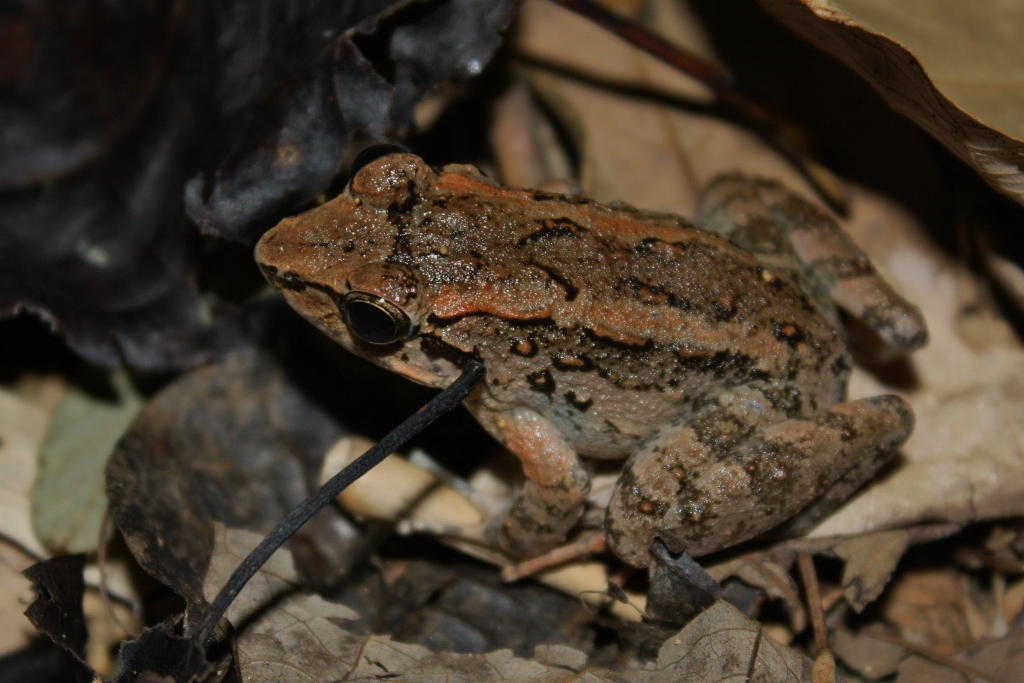
Limnonectes leytensis

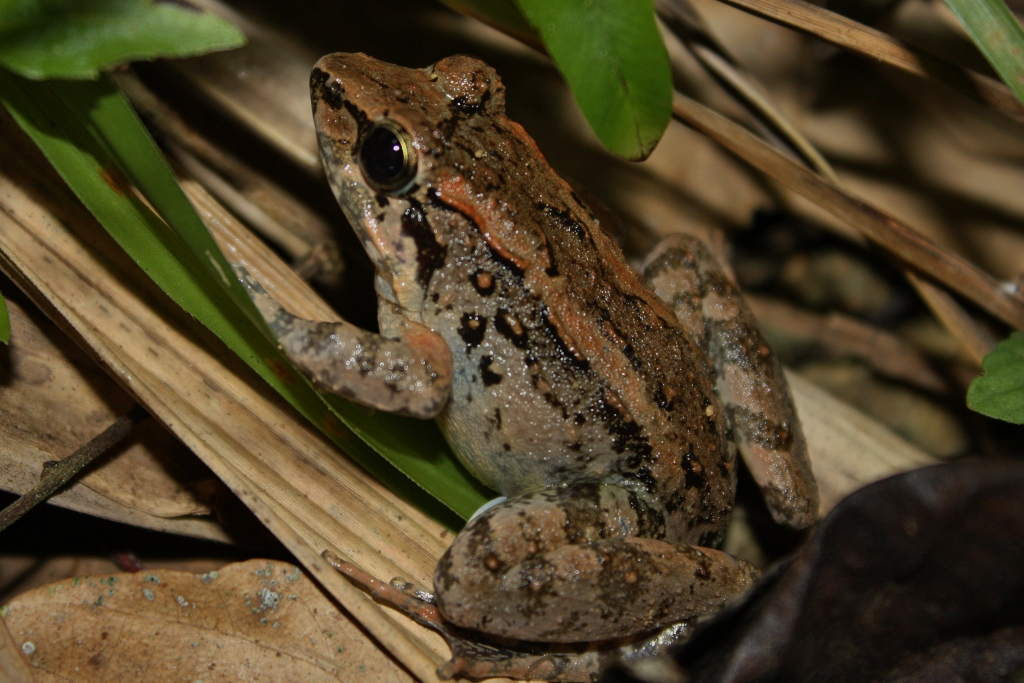
Limnonectes leytensis

L'holotype de Limnonectes leytensis mesure 28 mm.

## Étymologie
Son nom d'espèce, composé de leyte et du suffixe latin -ensis, « qui vit dans, qui habite », lui a été donné en référence au lieu de sa découverte, l'île de Leyte.

## Publication originale
- Boettger, 1893 : Drei neue Wasserfrösche (Rana) von den Philippinen. Zoologischer Anzeiger, vol. 16, p. 363-367 (texte intégral).